# 304
304 (CCCIV) fue un año bisiesto comenzado en sábado del calendario juliano, en vigor en aquella fecha.
En el Imperio romano, el año fue nombrado como el del consulado de Valerio y Valerio, o menos comúnmente, como el 1057 Ab Urbe condita, adquiriendo su denominación como 304 a principios de la Edad Media, al establecerse el anno Domini.

## Acontecimientos
- Reunificación de China.

## Nacimientos
- Probable año de nacimiento del papa san Dámaso

## Fallecimientos
- 3 de enero (del 303 al 310): Clemente de Ankara, obispo y mártir cristiano turco (n. 250).
- 12 de febrero: Eulalia de Barcelona, santa catalana
- 26 de abril: Marcelino, papa romano.
- 5 de noviembre (del 303 al 310): Agatángelo, exmilitar romano y mártir cristiano turco (n. 253).
- 13 de diciembre: Lucía de Siracusa, santa cristiana.
- Inés, mártir y santa cristiana.
- Catalina de Alejandría mártir y santa cristiana.
- Filomena (santa) mártir y santa cristiana.
- Devota, mártir y santa cristiana
- Santos Justo y Pastor, mártires cristianos